# Jimmy Hallybone
James Michael Hallybone (sinh ngày 15 tháng 3 năm 1962 ở Leytonstone, London Borough of Waltham Forest) là một cầu thủ bóng đá người Anh thi đấu ở Football League, ở vị trí tiền vệ.